# Gran Premio motociclistico di Germania 1989
Il Gran Premio motociclistico di Germania 1989 fu il sesto appuntamento del motomondiale 1989.
Si svolse il 28 maggio 1989 sul circuito dell'Hockenheimring e vide la vittoria di Wayne Rainey nella classe 500, di Sito Pons nella classe 250, di Àlex Crivillé nella classe 125, di Peter Öttl nella classe 80 e di Steve Webster nei sidecar.
Nella gara della 250, al secondo giro, Ivan Palazzese si scontra con Fabio Barchitta per evitare il contatto con Andreas Preining, caduto in mezzo alla pista. Palazzese e Barchitta cadono entrambi sulla pista, venendo poi travolti da Bruno Bonhuil. Barchitta subisce gravi lesioni ma si salva, mentre Palazzese muore sull'elicottero di soccorso.

## Classe 500

### Arrivati al traguardo
| Pos | Nº | Pilota              | Motocicletta | Giri | Tempo     | Griglia | Punti |
| --- | -- | ------------------- | ------------ | ---- | --------- | ------- | ----- |
| 1   | 3  | Wayne Rainey        | Yamaha       | 19   | 39'14.750 | 2       | 20    |
| 2   | 1  | Eddie Lawson        | Honda        | 19   | +0.270    | 3       | 17    |
| 3   | 27 | Mick Doohan         | Honda        | 19   | +20.710   | 6       | 15    |
| 4   | 9  | Pierfrancesco Chili | Honda        | 19   | +25.720   | 5       | 13    |
| 5   | 4  | Christian Sarron    | Yamaha       | 19   | +37.000   | 4       | 11    |
| 6   | 26 | Norihiko Fujiwara   | Yamaha       | 19   | +42.980   | 11      | 10    |
| 7   | 5  | Kevin Magee         | Yamaha       | 19   | +43.540   | 10      | 9     |
| 8   | 7  | Dominique Sarron    | Honda        | 19   | +44.980   | 13      | 8     |
| 9   | 19 | Freddie Spencer     | Yamaha       | 19   | +53.020   | 9       | 7     |
| 10  | 10 | Robert McElnea      | Honda        | 19   | +1'08.530 | 12      | 6     |
| 11  | 50 | Ernst Gschwender    | Suzuki       | 19   | +1'51.390 | 15      | 5     |
| 12  | 12 | Randy Mamola        | Cagiva       | 19   | +1'55.890 | 14      | 4     |
| 13  | 15 | Alessandro Valesi   | Yamaha       | 18   | +1 giro   | 16      | 3     |
| 14  | 36 | Simon Buckmaster    | Honda        | 18   | +1 giro   | 18      | 2     |
| 15  | 24 | Bruno Kneubühler    | Honda        | 18   | +1 giro   | 19      | 1     |
| 16  | 47 | Hansjoerg Butz      | Honda        | 18   | +1 giro   | 22      |       |
| 17  | 53 | Rachel Nicotte      | Chevallier   | 18   | +1 giro   | 20      |       |
| 18  | 22 | Vittorio Scatola    | Honda        | 18   | +1 giro   | 23      |       |
| 19  | 68 | Juan López Mella    | Honda        | 18   | +1 giro   | 32      |       |
| 20  | 41 | Petr Schleef        | Honda        | 18   | +1 giro   | 24      |       |
| 21  | 14 | Michael Rudroff     | Honda        | 18   | +1 giro   | 17      |       |
| 22  | 54 | Josef Doppler       | Honda        | 18   | +1 giro   | 25      |       |
| 23  | 59 | Peter Lindén        | Honda        | 18   | +1 giro   | 28      |       |
| 24  | 55 | Stefan Klabacher    | Honda        | 17   | +2 giri   | 30      |       |
| 25  | 46 | Helmut Schütz       | Honda        | 17   | +2 giri   | 31      |       |
| 26  | 43 | Hans Klingebiel     | Suzuki       | 17   | +2 giri   | 33      |       |

### Ritirati
| Nº | Pilota            | Motocicletta | Giri | Griglia |
| -- | ----------------- | ------------ | ---- | ------- |
| 34 | Kevin Schwantz    | Suzuki       | 15   | 1       |
| 42 | Georg Robert Jung | Honda        | 15   | 21      |
| 6  | Niall Mackenzie   | Yamaha       | 12   | 7       |
| 45 | Martin Trösch     | Honda        | 11   | 36      |
| 51 | Marco Gentile     | Fior         | 7    | 27      |
| 44 | Alois Meyer       | Honda        | 5    | 29      |
| 8  | Ron Haslam        | Suzuki       | 3    | 8       |
| 52 | Niggi Schmassmann | Honda        | 2    | 26      |
| 64 | Roland Busch      | Honda        | 2    | 35      |
| 65 | Karl Dauer        | Honda        | 1    | 34      |

### Non qualificati
| Pilota                       | Motocicletta |
| ---------------------------- | ------------ |
| Marco Papa                   | Paton        |
| Vincenzo Cascino             | Honda        |
| Fernando Gonzalez de Nicolás | Honda        |
| Walther Maier                | Honda        |
| Andreas Leuthe               | Suzuki       |

## Classe 250

### Arrivati al traguardo
| Pos | Nº | Pilota               | Motocicletta | Tempo     | Griglia | Punti |
| --- | -- | -------------------- | ------------ | --------- | ------- | ----- |
| 1   | 1  | Sito Pons            | Honda        | 35:29.340 | 2       | 20    |
| 2   | 5  | Reinhold Roth        | Honda        | +0.360    | 5       | 17    |
| 3   | 9  | Masahiro Shimizu     | Honda        | +0.480    | 8       | 15    |
| 4   | 17 | Helmut Bradl         | Honda        | +0.830    | 1       | 13    |
| 5   | 3  | Jacques Cornu        | Honda        | +1.170    | 4       | 11    |
| 6   | 8  | Carlos Cardús        | Honda        | +1.270    | 9       | 10    |
| 7   | 7  | Jean-Philippe Ruggia | Yamaha       | +14.420   | 12      | 9     |
| 8   | 2  | Juan Garriga         | Yamaha       | +14.860   | 17      | 8     |
| 9   | 13 | Loris Reggiani       | Honda        | +26.320   | 15      | 7     |
| 10  | 41 | Jochen Schmid        | Honda        | +26.860   | 14      | 6     |
| 11  | 6  | Luca Cadalora        | Yamaha       | +27.210   | 6       | 5     |
| 12  | 61 | Alain Bronec         | Aprilia      | +27.320   | 32      | 4     |
| 13  | 20 | Harald Eckl          | Aprilia      | +27.700   | 11      | 3     |
| 14  | 44 | Wilco Zeelenberg     | Honda        | +28.110   | 26      | 2     |
| 15  | 38 | Hans Becker          | Honda        | +28.230   | 10      | 1     |
| 16  | 22 | Renzo Colleoni       | Aprilia      | +28.580   | 20      |       |
| 17  | 33 | Gary Cowan           | Yamaha       | +1:08.110 | 16      |       |
| 18  | 40 | Bernard Schick       | Yamaha       | +1:08.330 | 22      |       |
| 19  | 16 | August Auinger       | Yamaha       | +1:15.560 | 23      |       |
| 20  | 42 | Bernd Kassner        | Yamaha       | +1:15.880 | 27      |       |
| 21  | 62 | Adrien Morillas      | Yamaha       | +1:15.960 | 18      |       |
| 22  | 63 | Engelbert Neumair    | Aprilia      | +1:16.380 | 36      |       |
| 23  | 30 | Alberto Puig         | Yamaha       | +1:16.660 | 33      |       |
| 24  | 35 | Stefano Caracchi     | Honda        | +1:16.950 | 21      |       |
| 25  | 60 | Jean-François Baldé  | Yamaha       | +1 giro   | 25      |       |

### Ritirati
| Nº | Pilota             | Motocicletta | Griglia |
| -- | ------------------ | ------------ | ------- |
| 52 | Alberto Rota       | Aprilia      | 16      |
| 18 | Ivan Palazzese     | Aprilia      | 24      |
| 4  | Didier de Radiguès | Aprilia      | 7       |
| 14 | Martin Wimmer      | Aprilia      | 3       |
| 23 | Andreas Preining   | Aprilia      | 13      |
| 31 | Fabio Barchitta    | Aprilia      | 19      |
| 49 | Bernard Haenggeli  | Yamaha       | 34      |
| 59 | Bruno Bonhuil      | Yamaha       | 35      |
| 64 | Daniel Amatriaín   | Honda        | 30      |
| 69 | Virginio Ferrari   | Gazzaniga    | 28      |
| 70 | Maurizio Vitali    | Honda        | 29      |
| 72 | Nigel Bosworth     | Aprilia      | 31      |
|    | Andrew Leisner     | Honda        |         |
|    | Jean Foray         | Yamaha       |         |
|    | Massimo Matteoni   | Yamaha       |         |

### Non qualificati
| Pilota                    | Motocicletta |
| ------------------------- | ------------ |
| Manfred Herweh            | Yamaha       |
| Alex Barros               | Yamaha       |
| Frédéric Protat           | Aprilia      |
| Patrick van den Goorbergh | Yamaha       |
| Fausto Ricci              | Aprilia      |

## Classe 125

### Arrivati al traguardo
| Pos. | Nº | Pilota              | Motocicletta | Tempo    | Griglia | Punti |
| ---- | -- | ------------------- | ------------ | -------- | ------- | ----- |
| 1    | 28 | Àlex Crivillé       | JJ Cobas     | 33.57.50 | 4       | 20    |
| 2    | 2  | Ezio Gianola        | Honda        | 33.57.85 | 1       | 17    |
| 3    | 4  | Julián Miralles     | Derbi        | 33.57.96 | 10      | 15    |
| 4    | 3  | Hans Spaan          | Honda        | 34.06.34 | 6       | 13    |
| 5    | 11 | Hisashi Unemoto     | Honda        | 34.07.02 | 22      | 11    |
| 6    | 8  | Stefan Prein        | Honda        | 34.07.50 | 12      | 10    |
| 7    | 54 | Taru Rinne          | Honda        | 34.07.81 | 2       | 9     |
| 8    | 7  | Adi Stadler         | Honda        | 34.07.92 | 14      | 8     |
| 9    | 69 | Robin Milton        | Honda        | 34.21.73 | 8       | 7     |
| 10   | 10 | Gerhard Waibel      | Honda        | 34.40.02 | 20      | 6     |
| 11   | 21 | Alfred Waibel       | Honda        | 34.40.46 | 23      | 5     |
| 12   | 39 | Dirk Raudies        | Honda        | 34.41.07 | 25      | 4     |
| 13   | 15 | Luis-Miguel Reyes   | Honda        | 34.42.06 | 17      | 3     |
| 14   | 19 | Johnny Wickström    | Honda        | 34.42.43 | 11      | 2     |
| 15   | 52 | Doriano Romboni     | Honda        | 34.42.54 | 13      | 1     |
| 16   | 27 | Stefan Dörflinger   | Aprilia      | 34.42.90 | 7       |       |
| 17   | 5  | Domenico Brigaglia  | Garelli      | 34.43.35 | 27      |       |
| 18   | 73 | Klaus-Dieter Kindle | Honda        | 34.43.46 | 19      |       |
| 19   | 57 | Serge Julin         | Honda        | 34.49.90 | 32      |       |
| 20   | 59 | Jean-Claude Selini  | Honda        | 34.49.72 | 29      |       |
| 21   | 56 | Flemming Kistrup    | Honda        | 34.49.96 | 33      |       |
| 22   | 12 | Allan Scott         | Honda        | 34.50.43 | 18      |       |
| 23   | 70 | Rafael Roses        | JJ Cobas     | 35.11.23 | 36      |       |
| 24   | 9  | Lucio Pietroniro    | Honda        | 35.11.63 | 26      |       |
| 25   | 65 | Thierry Feuz        | Honda        | 35.14.74 | 24      |       |
| 26   | 1  | Jorge Martínez      | Derbi        | 35.20.26 | 3       |       |
| 27   | 66 | Ernst Himmelsbach   | Honda        | 36.11.62 | 34      |       |

### Ritirati
| Nº | Pilota             | Motocicletta | Griglia |
| -- | ------------------ | ------------ | ------- |
| 13 | Corrado Catalano   | Gazzaniga    | 9       |
| 18 | Koji Takada        | Honda        | 16      |
| 20 | Pier Paolo Bianchi | Seel         | 21      |
| 22 | Fausto Gresini     | Aprilia      | 5       |
| 36 | Bady Hassaine      | Honda        | 31      |
| 53 | Robin Appleyard    | Honda        | 35      |
| 58 | Josef Fischer      | Honda        | 30      |
| 68 | Herri Torrontegui  | Honda        | 28      |
| 74 | Esa Kytölä         | Honda        | 15      |

### Non qualificati
| Pilota                | Motocicletta |
| --------------------- | ------------ |
| Josef Amstutz         | Honda        |
| Mike Leitner          | Honda        |
| Gastone Grassetti     | Honda        |
| Jörg Seel             | Seel         |
| Reinhard Strack       | Honda        |
| Alex Bedford          | EMC          |
| Jos van Dongen        | Honda        |
| Othmar Schuler        | Honda        |
| Wolfgang Fritz        | Honda        |
| Hubert Abold          | Rotax        |
| Emilio Cuppini        | Garelli      |
| Bruno Casanova        | Aprilia      |
| Ralf Waldmann         | Seel         |
| Hervé Duffard         | Honda        |
| Gérard Rolland-Piègue | Honda        |
| Bert Smit             | Honda        |
| Paul Bordes           | Honda        |
| Oliver Kohlinger      | Honda        |
| Håkan Olsson          | ESW Rotax    |
| D. Latorre            |              |
| Heinz Lüthi           | Honda        |
| Manfred Thurmayer     | Honda        |
| Trevor Manley         | Rotax        |
| Adrie Nijenhuis       | Honda        |
| Valerio Vivarelli     | Rotax        |
| Heinz Litz            | Honda        |
| Roberto Dova          | Rotax        |
| Reiner Kunz           | Siku         |
| Stuart Edwards        | Erm          |

## Classe 80

### Arrivati al traguardo
| Pos. | Pilota             | Moto      | Tempo    | Griglia | Punti |
| ---- | ------------------ | --------- | -------- | ------- | ----- |
| 1    | Peter Öttl         | Krauser   | 28.18.84 | 2       | 20    |
| 2    | Manuel Herreros    | Derbi     | 28.18.97 | 4       | 17    |
| 3    | Herri Torrontegui  | Krauser   | 28.19.52 | 5       | 15    |
| 4    | Antonio Sánchez    | JJ Cobas  | 28.59.23 | 8       | 13    |
| 5    | Stefan Dörflinger  | Krauser   | 29.00.69 | 1       | 11    |
| 6    | Jaime Mariano      | Casal     | 29.05.72 | 10      | 10    |
| 7    | Ralf Waldmann      | Seel      | 29.05.92 | 11      | 9     |
| 8    | Stefan Kurfiss     | Krauser   | 29.06.02 | 12      | 8     |
| 9    | Jörg Seel          | Seel      | 29.06.39 | 6       | 7     |
| 10   | Gabriele Gnani     | Gnani     | 29.06.50 | 20      | 6     |
| 11   | Paolo Priori       | Krauser   | 29.06.76 | 14      | 5     |
| 12   | János Szabó        | Krauser   | 29.15.32 | 7       | 4     |
| 13   | Günter Schirnhofer | Krauser   | 29.25.65 | 22      | 3     |
| 14   | Hans Koopman       | Ziegler   | 29.30.48 | 9       | 2     |
| 15   | Stefan Brägger     | Casal     | 29.33.98 | 17      | 1     |
| 16   | Heinz Paschen      | Casal     | 29.35.24 | 16      |       |
| 17   | Janez Pintar       | Eberhardt | 29.35.35 | 23      |       |
| 18   | Bert Smit          | Krauser   | 29.35.69 | 25      |       |
| 19   | Alojz Pavlič       | Seel      | 29.47.74 | 18      |       |
| 20   | Maik Stief         | Casal     | 29.54.39 | 32      |       |
| 21   | Bernd Völkel       | Seel      | 29.54.61 | 34      |       |
| 22   | Zdravko Matulja    | Casal     | 29.55.05 | 28      |       |
| 23   | Reiner Scheidhauer | Seel      | 29.55.33 | 27      |       |
| 24   | Hagen Klein        | Ziegler   | 30.00.63 | 33      |       |
| 25   | José Sáez          | Krauser   | 30.01.42 | 21      |       |
| 26   | Brane Rokavec      | Seel      | 30.10.57 | 31      |       |
| 27   | Paul Bordes        | RB        | 30.11.14 | 35      |       |

### Ritirati
| Pilota          | Moto    | Griglia |
| --------------- | ------- | ------- |
| Reiner Koster   | Kroko   | 19      |
| Luis Alvaro     | Krauser | 13      |
| Joaquin Gali    | Krauser | 29      |
| Jacques Bernard | Fantic  | 24      |
| Jos van Dongen  | Casal   | 15      |
| René Dünki      | LCR     | 36      |
| Jorge Martínez  | Derbi   | 3       |
| Thomas Engl     | FRCH    | 30      |
| Chris Baert     | Bultaco | 26      |
| Kees Besseling  | CJB     | 37      |

## Classe sidecar
Da questa gara Egbert Streuer cambia passeggero, interrompendo la collaborazione con Bernard Schnieders, ormai assorbito dall'attività della sua carrozzeria, per sostituirlo con Geral de Haas.
La vittoria nel GP di Germania va a Steve Webster-Tony Hewitt, che battono Streuer-de Haas dopo un duello ravvicinato. Salgono sul podio anche Masato Kumano-Markus Fährni, mentre Rolf Biland-Kurt Waltisperg si ritirano. In classifica Webster è a punteggio pieno a 40; visti i molti ritiri di big in queste prime due gare, alle sue spalle ci sono Kumano a 28 punti e Stölzle a 22, mentre Streuer e Michel seguono a 17 punti appaiati a Kumagaya.

### Arrivati al traguardo
| Pos | Pilota             | Passeggero     | Moto          | Tempo    | Punti |
| --- | ------------------ | -------------- | ------------- | -------- | ----- |
| 1   | Steve Webster      | Tony Hewitt    | LCR-Krauser   | 31'23"93 | 20    |
| 2   | Egbert Streuer     | Geral de Haas  | LCR-Yamaha    | +0"73    | 17    |
| 3   | Masato Kumano      | Markus Fährni  | LCR-Yamaha    | +49"40   | 15    |
| 4   | Fritz Stölzle      | Hubert Stölzle | LCR-Krauser   | +57"05   | 13    |
| 5   | Derek Jones        | Peter Brown    | LCR-Yamaha    | +57"86   | 11    |
| 6   | Rolf Steinhausen   | Bruno Hiller   | Busch         | +1'05"24 | 10    |
| 7   | Tony Wyssen        | Kilian Wyssen  | LCR-Krauser   |          | 9     |
| 8   | Barry Smith        | David Smith    | Windle-ADM    |          | 8     |
| 9   | Yoshisada Kumagaya | Brian Barlow   | Windle-Yamaha |          | 7     |
| 10  | Theo van Kempen    | Simon Birchall | LCR-Krauser   |          | 6     |
| 11  | Billy Gällros      | Håkan Olsson   | ?-Yamaha      |          | 5     |
| 12  | René Progin        | Yvan Hunziker  | LCR-Krauser   |          | 4     |
| 13  | Clive Stirrat      | Simon Prior    | LCR-Krauser   |          | 3     |
| 14  | George Hardwick    | Steve Parker   | LCR-Yamaah    |          | 2     |
| 15  | Wolfgang Stropek   | Steve Campbell | LCR-Krauser   |          | 1     |